# Raasay
Raasay (in gaelico scozzese: Ratharsair; 24,10 km²) è un'isola sull'Oceano Atlantico della Scozia nord-occidentale, facente parte dell'arcipelago delle Ebridi Interne. Conta una popolazione di circa 190 abitanti.
Centri principali dell'isola sono Inverarish.

## Geografia

### Collocazione
Raasay si trova tra l'isola di Skye, da cui è separata dal Raasay Sound, e la terraferma scozzese, da cui è separata dall'Inner Sound, e a nord dell'isola di Scalpay.

### Dimensioni e territorio
L'isola di Raasay ha una lunghezza di circa 14 miglia e una larghezza massima di 3 miglia.
Il punto più alto dell'isola è rappresentato dal Dùn Caan, un rilievo di origine vulcanica, che raggiunge un'altitudine di 443 metri.
|  |

## Monumenti e luoghi d'interesse
- The Battery[2]
- Raasay House [2]

## Trasporti
L'isola è raggiungibile in traghetto che giunge nella località di Suisnish.